# Best Project ~JAM Project Best Collection~
Best Project ~JAM Project Best Collection~ é o primeiro álbum do JAM Project. Como é de praxe das suas várias "Best Collections", esta é uma coletânea que contém músicas que o grupo fez para animes, tokusatsu e jogos eletrônicos. Foi lançado em 6 de março de 2002 pela Lantis e possui 17 faixas.

## Produção
Um dos poucos álbuns feitos com a formação original: Hironobu Kageyama, Masaaki Endoh, Rica Matsumoto, Eizo Sakamoto e Ichiro Mizuki. A capa é uma homenagem ao álbum Deep Purple in Rock.

## Recepção
Sobre o álbum, o CD Journal escreveu que, como a maioria dos membros era de bandas de hard rock, "o som segue o estilo, e é incrível". Também diz que os membros do grupo são "indispensáveis no mundo dos animes".

## Faixas
| N.º            | Título                           | Letras                     | Música                         | Usada em                            | Duração |  |
| 1.             | "CRUSH GEAR FIGHT!!"             | Hironobu Kageyama          | H. Kageyama e Yohgo Kohno      | Gekitou! Crush Gear Turbo           | 3:38    |  |
| 2.             | "Hagane no Messiah"              | H. Kageyama                | Masashi Chizawa e Kenichi Sudo | Super Robot Wars Alpha Gaiden       | 3:50    |  |
| 3.             | "LADY FIGHTER"                   | H. Kageyama                | H. Kageyama e K. Sudo          | Sunrise Eiyuutan 2                  | 4:25    |  |
| 4.             | "STORM"                          | Tetsuo Kudo                | M. Chizawa e K. Sudo           | Shin Getter Robo vs Neo Getter Robo | 3:58    |  |
| 5.             | "FIRE WARS"                      | H. Kageyama                | manzo e Y. Kohno               | Mazinkaizer                         | 3:42    |  |
| 6.             | "In My Heart"                    | H. Kageyama                | H. Kageyama e Y. Kohno         | G Breaker                           | 5:25    |  |
| 7.             | "SOULTAKER"                      | H. Kageyama                | H. Kageyama e K. Sudo          | The SoulTaker                       | 4:26    |  |
| 8.             | "Unmei no Ito"                   | Rica Matsumoto             | H. Kageyama e K. Sudo          | Sunrise Eiyuutan 2                  | 4:52    |  |
| 9.             | "TORNADO"                        | T. Kudo                    | Y. Kohno                       | Mazinkaizer                         | 4:48    |  |
| 10.            | "Danger Zone"                    | H. Kageyama                | Y. Kohno                       | éX-Driver                           | 4:16    |  |
| 11.            | "CRAZY REVOLUTION"               | H. Kageyama                | Y. Kohno                       | éX-Driver                           | 4:19    |  |
| 12.            | "RISING"                         | T. Kudo                    | M. Chizawa e K. Sudo           | Shin Getter Robo vs Neo Getter Robo | 4:35    |  |
| 13.            | "Ai Dayo ne! ~Gear wo Tsunagou~" | R. Matsumoto               | Y. Kohno                       | Gekitou! Crush Gear Turbo           | 4:22    |  |
| 14.            | "Kaze ni Nare"                   | Karen Shina                | M. Chizawa e Y. Kohno          | éX-Driver                           | 3:48    |  |
| 15.            | "Over the Top!"                  | H. Kageyama                | M. Chizawa e Y. Kohno          | G Breaker                           | 3:58    |  |
| 16.            | "POWER"                          | T. Kudo                    | M. Chizawa e K. Sudo           | Super Robot Wars Alpha Gaiden       | 5:28    |  |
| 17.            | "KI・ZU・NA"                     | H. Kageyama e R. Matsumoto | H. Kageyama e K. Sudo          | The SoulTaker                       | 6:19    |  |
| Duração total: | Duração total:                   | Duração total:             | Duração total:                 | Duração total:                      | 76:09   |  |

## Integrantes
Hironobu Kageyama
Masaaki Endoh
Ichiro Mizuki
Rica Matsumoto
Eizo Sakamoto